# Хешмат, Бехруз
Бехруз Хешмат (нем. Behruz Heschmat, род. 22 октября 1953) — ирано-австрийский скульптор. Он живёт и работает в Вене, Австрия, в изгнании с 1983 года.

## Биография
Хешмат изучал искусство в Венском университете прикладного искусства у Вандера Бертони в 1976–1982 годах. До этого он был скульптором в Тебризе и Тегеране с 1970 по 1976 год. Его работы экспонировались на нескольких выставках в Иране и Европе, в том числе в Германии. У него есть несколько уличных скульптур в Тебризе и Вене. Среди его работ в общественных местах Тебриза — статуя Ашика и скульптура «Работа и мысль» на заводской площади Машин Сази в районе Карамалык Тебриза.
Иммиграция и изгнание лежат в основе его работ, например, в его серии «Дом на дереве».